# Ecuación de Charlot
La ecuación de Charlot, llamada así por Gaston Charlot, se usa en química analítica para relacionar la concentración de iones de hidrógeno y, por lo tanto, el pH, con la concentración analítica formal de un ácido y su base conjugada. Se puede usar para calcular el pH de las soluciones tampón cuando no son válidas las aproximaciones de la ecuación de Henderson-Hasselbalch. La ecuación de Henderson-Hasselbalch supone que tanto la autoionización del agua como la disociación o hidrólisis del ácido y la base en solución son insignificantes (en otras palabras, que la concentración formal es la misma que la concentración de equilibrio). 
Para un equilibrio ácido-base como AH  A- + H+, la ecuación de Charlot puede escribirse como 
{\displaystyle \mathrm {[H^{+}]} =K_{a}{\frac {C_{a}-\Delta }{C_{b}+\Delta }}}
donde [H+] es la concentración de equilibrio de H+; Ka es la constante de disociación ácida; Ca y Cb son las concentraciones analíticas del ácido y su base conjugada, respectivamente; y Δ = [H+] − [OH-]. La ecuación se puede resolver para [H+] utilizando la constante de autoionización del agua, Kw, de forma que [OH-] = Kw/[H+]. Esto da como resultado la siguiente ecuación cúbica para [H+], que puede resolverse numérica o analíticamente: 
{\displaystyle \mathrm {[H^{+}]^{3}} +(K_{a}+C_{b})\mathrm {[H^{+}]^{2}} -(K_{w}+K_{a}C_{a})\mathrm {[H^{+}]} -K_{a}K_{w}=0}

## Obtención de la fórmula
Partiendo de la definición de la constante de equilibrio
{\displaystyle K_{a}=\mathrm {\frac {[H^{+}][A^{-}]}{[HA]}} }
se puede resolver para [H+] de la siguiente manera: 
{\displaystyle \mathrm {[H^{+}]={\mathit {K_{a}}}{\frac {[HA]}{[A^{-}]}}} }
La cuestión principal es cómo determinar las concentraciones de equilibrio [HA] y [A-] a partir de las concentraciones iniciales o analíticas Ca y Cb. Esto se puede lograr considerando las restricciones de electroneutralidad y balance de masa en el sistema. La primera restricción es que la concentración total de cationes debe ser igual a la concentración total de aniones, porque el sistema debe ser eléctricamente neutro: 
{\displaystyle \mathrm {[M^{+}]+[H^{+}]=[A^{-}]+[OH^{-}]} }
Aquí M+ es el contraión que viene con la base conjugada, [A-], que se agrega a la solución. Por ejemplo, si HA es ácido acético, A- sería acetato, que podría agregarse a la solución en forma de acetato de sodio. En este caso, M+ sería el catión sodio. La concentración de equilibrio [M+] es constante e igual a la concentración analítica de la base, Cb. Por lo tanto, 
{\displaystyle \mathrm {[A^{-}]={\mathit {C_{b}}}+[H^{+}]-[OH^{-}]} =C_{b}+\Delta }
Debido al balance de masa, la suma de las concentraciones de equilibrio del ácido y su base conjugada tiene que permanecer igual a la suma de sus concentraciones analíticas. (HA puede convertirse en A- y viceversa, pero lo que se pierde de HA se obtiene de A-, manteniendo la suma constante). 
{\displaystyle \mathrm {[HA]+[A^{-}]} =C_{a}+C_{b}}
Sustituyendo [A-] y resolviendo para [HA]: 
{\displaystyle \mathrm {[HA]} =C_{a}-\Delta }
Al introducir las ecuaciones para [HA] y [A-] en la ecuación para [H+] se obtiene la ecuación de Charlot. 